# Madurai

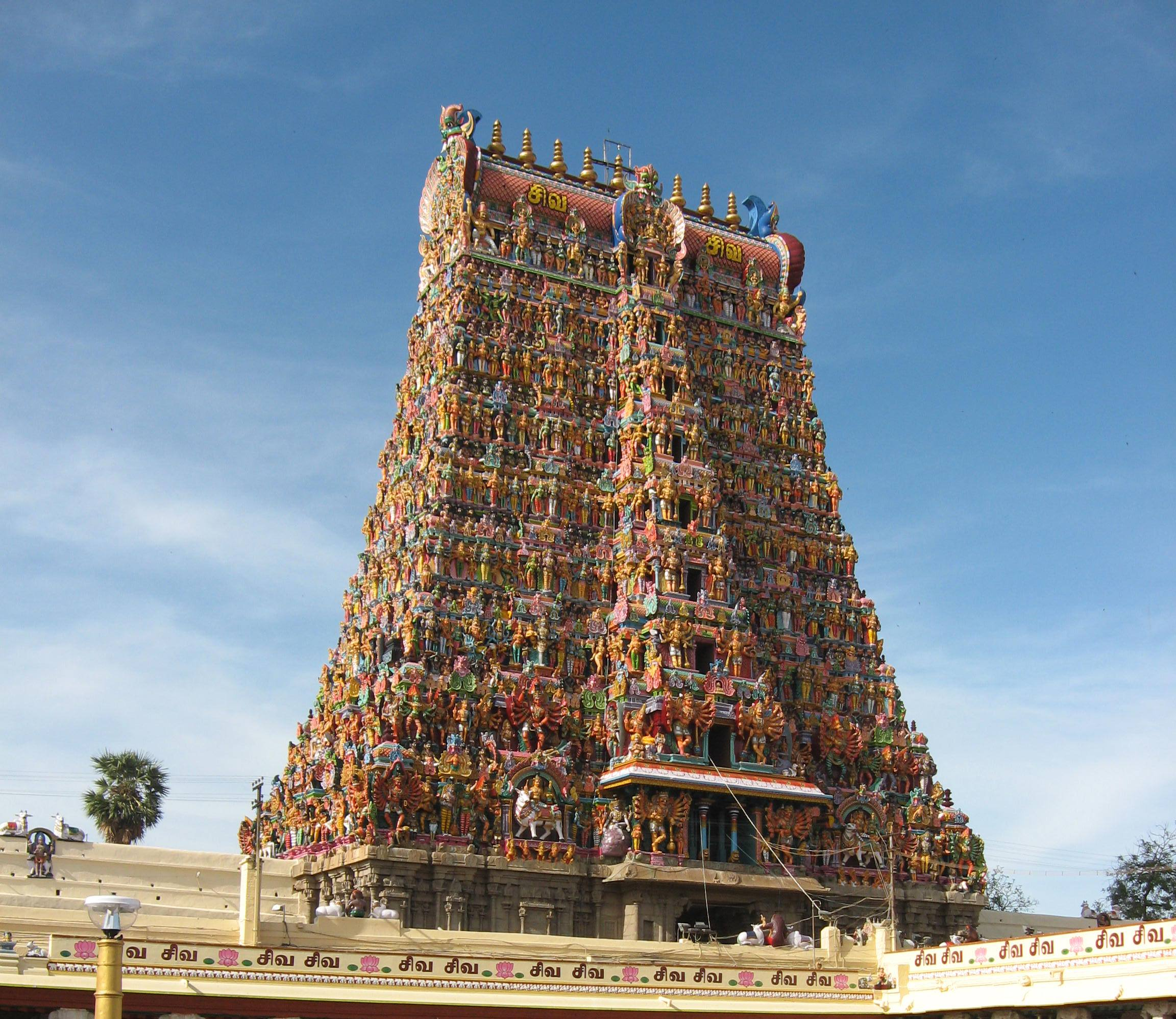
Gopuram del templo de Meenakshi en Madurai

Madurai (en hindi: मदुरै, en tamil: மதுரை, AFI: mɐd̪ɯrəj) es una ciudad india del estado Tamil Nadu, sede administrativa del distrito de Madurai. Madurai fue capital de los reyes Pandya del sur de la India. Es la tercera ciudad más grande y la segunda corporación municipal en tamaño de Tamil Nadu. Situada a orillas de la desembocadura del río Vaigai, ha sido un importante asentamiento durante dos milenios y es una de las ciudades continuamente habitadas más antiguas del mundo.
Madurai está estrechamente relacionado con la lengua tamil, ya que las tres principales reuniones de eruditos de esta lengua, los Sangams Tamiles, se llevaron a cabo en la ciudad entre el 1780 a. C. al siglo III CE. La historia de la ciudad se remonta al siglo III a. C., siendo mencionado por Megástenes, el embajador griego en la India y por Kautilya, ministro del emperador Maurya Chandragupta Maurya. La ciudad ha sido gobernada, en diferentes momentos, por los Pandyas, la dinastía Chola, de nuevo por los Pandyas, el Sultanato de Madurai, el Imperio vijayanagar, los Nayaks de Madurai, Chanda Sahib del Principado del Carnatic y el Raj británico.
La ciudad tiene un gran número de monumentos históricos, como el Templo de Meenakshi Amman y el Palacio de Tirumalai Nayak. La población celebra varios festivales, siendo los más importantes el Festival Meenakshi Tirukalyanam (también llamado festival de la Chittirai), celebrado en abril-mayo durante 10 días, que atrae a un millón de visitantes anualmente. Madurai es también conocido por el Jallikattu, un evento en torno a la doma de toros que se celebra junto con el festival Thai Pongal, organizado en las poblaciones limítrofes con la ciudad.
Madurai es un importante centro industrial y educativo del sur de Tamil Nadu. La ciudad alberga industrias manufactureras de automóviles, caucho, productos químicos y granito. Se ha desarrollado como una ciudad tecnológica  y algunas empresas de software han abierto sus centros en Madurai. La ciudad dispone de instituciones educativas de renombre, como la Facultad de medicina de Madurai, la Facultad de Medicina Homeopática, la Facultad de Derecho, la Facultad de Agricultura y un instituto de investigación que brinda educación a los aspirantes en los distritos del sur de Tamil Nadu. Madurai es administrado por una corporación municipal creada en 1971. La ciudad cubre una superficie de 147.99 km² y tenía una población de 1.230.015 en 2001. Los totales de población provisionales del censo de 2011 indican que la población de la ciudad es 1.518.015. La ciudad es también la sede de una sucursal del Tribunal Superior de Madras, siendo uno de solo unos tribunales que existen fuera de las capitales del estado de la India. Madurai está bien comunicado por carretera, ferrocarril y aire.

## Geografía
Madurai se localiza la región centro-sur del estado de Tamil Nadu, a una distancia de 460 km de la capital del estado, Chennai.  El clima es caliente y seco, con temperaturas que oscilan entre una mínima de 26,3 °C a una máxima de 37,5 °C en verano, y una mínima de 20,9 °C a una máxima de 29,6 °C en invierno.  Durante los meses de septiembre a noviembre se presenta el fenómeno del monzón.  La precipitación anual promedio es de 850 mm.

## Cultura
Madurai tiene un patrimonio cultural rico, fruto de su importante pasado en la era tamil de hace más de 2500 años  y de haber sido un importante centro comercial.  Es muy conocida por el Templo de Meenakshi situado en el corazón de la ciudad que atrae a turistas así como a peregrinos.